# Halo: Combat Evolved
Halo: Combat Evolved, poznata i kao Halo, je pucačina u prvom licu koju je razvio Bungie i objavio Microsoft Game Studios. Prvotno je objavljena za Microsoft Xbox 15. studenog 2001. Microsoft je objavio verzije igre za Windows i Mac OS X 2003. Igra je kasnije objavljena s mogućnosti preuzimanja za Xbox 360. Halo je smješten u 26. stoljeće, a igrač preuzima ulogu Master Chiefa, kibernetski poboljšanog supervojnika.